# Inger Lise Hegge
Inger Lise Hegge (* 6. Januar 1965 in Steinkjer) ist eine ehemalige norwegische Skilangläuferin.

## Werdegang
Hegge, die für den Henning IL startete, lief im März 1988 in Oslo ihr erstes von 40 Weltcupeinzelrennen, welches sie auf dem 17. Platz im 30-km-Massenstartrennen beendete. Bei den nordischen Skiweltmeisterschaften 1989 in Lahti errang sie den 19. Platz über 10 km Freistil und den 13. Platz über 30 km Freistil. Im März 1990 wurde sie in Örnsköldsvik Zweite und im März 1991 in Oslo Dritte mit der Staffel. Bei den nordischen Skiweltmeisterschaften 1991 im Fleimstal belegte sie den 15. Platz über 30 km Freistil und den 12. Rang über 10 km Freistil. Im Januar 1991 erreichte sie in Minsk mit dem vierten Platz über 30 km klassisch ihre beste Platzierung im Weltcupeinzel. In der Saison 1991/92 kam sie fünfmal in die Punkteränge und erreichte mit dem 16. Platz im Gesamtweltcup ihr bestes Gesamtergebnis. Beim Saisonhöhepunkt, den Olympischen Winterspielen 1992 in Albertville belegte sie den 21. Platz über 15 km klassisch und den 14. Rang über 30 km Freistil. Im folgenden Jahr errang sie bei den nordischen Skiweltmeisterschaften in Falun den 11. Platz über 30 km Freistil. Ihr letztes Weltcuprennen absolvierte sie im Februar 1995 in Oslo, welches sie auf dem 28. Platz über 30 km klassisch beendete.
Bei norwegischen Meisterschaften siegte sie 1990 und 1991 über 10 km. Zudem wurde sie dreimal Zweite (1989 über 20 km, 1992 über 15 km und 30 km) und einmal Dritte (1993 über 5 km).

## Teilnahmen an Weltmeisterschaften und Olympischen Winterspielen

### Olympische Spiele
- 1992 Albertville: 14. Platz 30 km Freistil, 21. Platz 15 km klassisch

### Nordische Skiweltmeisterschaften
- 1989 Lahti: 13. Platz 30 km Freistil, 19. Platz 10 km Freistil
- 1991 Val di Fiemme: 12. Platz 10 km Freistil, 15. Platz 30 km Freistil
- 1993 Falun: 11. Platz 30 km Freistil

## Platzierungen im Weltcup

### Weltcup-Statistik
Die Tabelle zeigt die erreichten Platzierungen im Einzelnen.
- 1.–3. Platz: Anzahl der Podiumsplatzierungen
- Top 10: Anzahl der Platzierungen unter den ersten zehn
- Punkteränge: Anzahl der Platzierungen innerhalb der Punkteränge
- Starts: Anzahl gelaufener Rennen in der jeweiligen Disziplin
- Hinweis: Bei den Distanzrennen erfolgt die Einordnung gemäß FIS.

| Platzierung         | Distanzrennen a | Distanzrennen a | Distanzrennen a | Distanzrennen a | Distanzrennen a | Skiathlon Verfolgung | Sprint | Etappen- rennen b | Gesamt | Team c | Team c  |
| Platzierung         | ≤ 5 km          | ≤ 10 km         | ≤ 15 km         | ≤ 30 km         | > 30 km         | Skiathlon Verfolgung | Sprint | Etappen- rennen b | Gesamt | Sprint | Staffel |
| ------------------- | --------------- | --------------- | --------------- | --------------- | --------------- | -------------------- | ------ | ----------------- | ------ | ------ | ------- |
| 1. Platz            |                 |                 |                 |                 |                 |                      |        |                   |        |        |         |
| 2. Platz            |                 |                 |                 |                 |                 |                      |        |                   |        |        | 1       |
| 3. Platz            |                 |                 |                 |                 |                 |                      |        |                   |        |        | 1       |
| Top 10              |                 |                 |                 | 5               |                 |                      |        |                   | 5      |        | 2       |
| Punkteränge         | 2               | 5               | 7               | 10              |                 | 3                    |        |                   | 27     |        | 2       |
| Starts              | 7               | 6               | 11              | 12              |                 | 4                    |        |                   | 40     |        | 2       |
| Stand: Karriereende |                 |                 |                 |                 |                 |                      |        |                   |        |        |         |

### Weltcup-Gesamtplatzierungen
| Saison  | Platz | Punkte |
| ------- | ----- | ------ |
| 1988/89 | 37.   | 7      |
| 1989/90 | 18.   | 27     |
| 1990/91 | 20.   | 22     |
| 1991/92 | 16.   | 20     |
| 1992/93 | 26.   | 93     |
| 1993/94 | 38.   | 26     |
| 1994/95 | 45.   | 32     |